# Robert Cecil (1er vicomte Cecil de Chelwood)
Pour les articles homonymes, voir Robert Cecil et Robert Gascoyne-Cecil.
(Edgar Algernon) Robert Gascoyne-Cecil (14 septembre 1864 – 24 novembre 1958), connu comme Lord Robert Cecil de 1868 à 1923, 1er vicomte Cecil de Chelwood, est un homme politique, diplomate et avocat britannique. Il est lauréat du prix Nobel de la paix en 1937.

## Biographie
Lord Robert Cecil était le sixième enfant de Robert Arthur Talbot Gascoyne-Cecil qui fut trois fois premier ministre de Grande-Bretagne : de 1885 à 1886, en 1892 et de 1895 à 1902. Lord Robert Cecil est un des architectes de la Société des Nations et un de ses défenseurs, ce qui lui valut le prix Nobel en 1937.
Il fut également membre du Royal Institute of International Affairs.
Il fut en 1935 avec Pierre Cot un des fondateurs du Rassemblement universel pour la paix.